# بروس بولتون
بروس بولتون (31 مايو 1935 بكرايستشرش في نيوزيلندا - ) (بالإنجليزية: Bruce Bolton)‏ هو لاعب كريكت نيوزلندي. شارك مع منتخب نيوزيلندا الوطني للكريكت.

## وصلات خارجية
- بروس بولتون على موقع إي آس بي آن كريك إنفو (الإنجليزية)